# محل دائمی نمایشگاه‌های بین‌المللی تهران
محل دائمی نمایشگاه‌های بین‌المللی تهران در شمال تهران، بزرگراه چمران واقع شده‌است. مساحت کل نمایشگاه حدود ۸۵۰ هزار مترمربع است که ازاین مساحت ۱۲۰ هزار مترمربع فضای سرپوشیده و ۳۵ هزار مترمربع فضای باز نمایشگاهی، حدود ۲۲ هکتار فضای سبز و نیز ۲۱ هکتار راه‌های دسترسی به سالن‌ها و محوطهٔ نمایشگاه است.
در نمایشگاه بین‌المللی تهران مسجد حضرت ابراهیم به مساحت ۱۶۲۵ متر مربع و مناره‌ای به ارتفاع ۷۰ متر قرار دارد که در سال ۱۳۷۰ بنا شد.

## تاریخچه
تأسیس شرکت سهامی نمایشگاه‌های بین‌المللی ایران به سال ۱۳۳۸ برمی‌گردد و پس از اختصاص اراضی نمایشگاه در مکان فعلی، در سال ۱۳۴۶ فعالیت ساخت سالن‌های نمایشگاهی و اداری آغاز و در سال ۱۳۴۸ اولین نمایشگاه بین‌المللی خود را با نام نمایشگاه آسیایی به مدت ۲۱ روز و با حضور ۳۳ کشور برگزار نمود و پس از آن روند برگزاری نمایشگاه‌ها توسعه پیدا کرد و تهران را به‌عنوان یکی از مراکز نمایشگاهیِ دنیا به جهانیان معرفی نمود.
شرکت نمایشگاه‌ها در سال ۱۳۵۵ به عضویت اتحادیهٔ نمایشگاه‌های بین‌المللی UFI درآمد. هم‌چنین، عضویت اتحادیهٔ جهانی نمایشگاه‌های BIE که مسئولیت برگزاری نمایشگاه‌های اکسپو را در جهان به عهده دارد نیز دارا می‌باشد.

## دسترسی
نمایشگاه بین‌المللی تهران دارای سه درِ ورودی است که دو درِ جنوبی و جنوب‌غربی از سمت خیابان سئول است و درِ شمالی نیز از بزرگراه چمران می‌باشد. محل دائمی نمایشگاه‌های بین‌المللی تهران، واقع در شمال تهران، حوالی منطقهٔ جنوب‌شرقی دانشگاه شهید بهشتی است.
خیابان‌های منتهی به مبادی نمایشگاه بین‌المللی عبارتند از:
- درب جنوب غربی: بزرگراه نیایش - خیابان سئول به سمت شمال - جاده اختصاصی نمایشگاه- ورودی اول. این درب جهت دسترسی به پارکینگ جنوب غربی نمایشگاه است که بهترین دسترسی را به سالن‌های میلاد؛ خلیج فارس و ۳۵، ۳۸، ۴۰ و ۴۱ را دارد.
- درب جنوبی: بزرگراه نیایش - خیابان سئول به سمت شمال - انتهای جاده اختصاصی نمایشگاه - روبروی درب اصلی باشگاه انقلاب. این درب به درب اصلی نمایشگاه نیز مشهور است و تنها مسیری است که اجازه تردد اتومبیل به داخل نمایشگاه از آن داده می‌شود. این درب مجاور سالنهای ۷، ۸، ۹ و ۲۷ می‌باشد.
- درب شمالی (ورودی پارکینگ طبقاتی): بزرگراه چمران به سمت جنوب - بعد از پمپ بنزین - مسیر کنار گذر.
- درب شمالی (تردد پیاده): بزرگراه چمران به سمت چهارراه پارک وی - پل عابر پیاده نمایشگاه بین‌المللی.
- درب شمالی (ورودی شماره ۲ پارکینگ طبقاتی) :خیابان یمن - خیابان رشید فضل‌الله.

## صنایع وابسته
طی 20 سال گذشته با گسترش صنعت نمایشگاه های تجاری در جهان، ایران نیز از این صنعت غافل نبوده و بسیاری از صنایع وارد سیستم نمایشگاهی شده اند از جمله آنها می توان به شاخه هایی از برق کاری، نجاری، عکاسی، تولید محتوا، طراحی های سه بعدی، چاپ و تبلیغات و حتی خبرگزاری های اختصاصی نمایشگاهی از جمله آنها می توان به  ایران فیر T نمایشگاها و سایت خصوصی رسانه ارسطو اشاره نمود. تقریبا تمامی این صنایع در قالب صنعتی به نام غرفه سازی نمایشگاهی تجمیع شده و در حال تامین نیازمندی های این صنعت هستند.

## شرکت های دارای گرید A از نمایشگاه بین المللی تهران
شرکت های دارای مجوز فعالیت غرفه سازی در ایران از این قرار هستند:
| نام شرکت                            | شماره ثبت | نام مدیر عامل         | سابقه فعالیت  |
| سامانه جامع غرفه سازی               | 102       | سید مهدی صحافی        | اردیبهشت 82   |
| شرکت طراحان آرسیس پارسه             | 133       | عاطفه صفی نیا         | مرداد - 93    |
| شرکت طراحان ارم سازه اسپادان        | 130       | شهرام احتشام زاده     | شهریور 93     |
| شرکت طراحان رستاک آپادانا           | 285       | حسن فروتن             | تیر98         |
| شرکت طراحان سامان هنر واقعی         | 192       | محمد اروانه           | اردیبهشت - 95 |
| شرکت طراحان سیستم پایدار            | 111       | امیر ناصر عبدا....پور | دی -92        |
| شرکت طراحان صدر بنیس (بیوتی اسکای)  | 175       | علیرضا الهی           | مرداد 94      |
| شرکت طراحان مکث آرمانی              | 226       | امیر نادریان          | اسفند96       |
| شرکت طراحان نگین آمیتیس             | 176       | فائزه فرجی            | آذر 94        |
| شرکت طراحان و ایده پردازان سکو نوین | 181       | حمیدرضا اوزی          | شهرویور-94    |
| شرکت طراحان پارسه گفتار نیکا        | 182       | نادر هاشمی نژاد       | مهر - 94      |